# Pyrenestes minor
Il pireneste minore (Pyrenestes minor Shelley, 1894) è un uccello passeriforme della famiglia degli Estrildidi.

## Descrizione

### Dimensioni
Nonostante il nome possa far pensare a dimensioni minori rispetto alle altre specie congeneri, il pireneste minore misura fino a 14 cm di lunghezza, non essendo quindi loro inferiore per taglia.

### Aspetto
Si tratta di uccelli dall'aspetto massiccio, muniti di lunga coda rettangolare e di un forte becco tozzo e robusto, di forma conica.

La livrea è dominata dal bruno-olivastro, più scuro sulle remiganti, mentre faccia, vertice, gola, la parte centrale del petto, il codione e la coda sono di colore rosso scarlatto: il becco è nero-bluastro, le zampe sono di colore carnicino, gli occhi sono bruni con anello perioculare carnicino-grigiastro. Nella femmina, l'estensione del rosso cefalico è minore, limitandosi generalmente alla sola faccia o addirittura a poche sfumature, mentre il rosso caudale è sempre presente.

## Biologia
Si tratta di uccelli dalle abitudini diurne, che si muovono perlopiù da soli o in coppie, passando la maggior parte del tempo alla ricerca di cibo fra la vegetazione.

### Alimentazione
Il pireneste minore è un uccello dalla dieta essenzialmente granivora, che grazie al forte becco è in grado di spezzare gli involucri dei semi più coriacei: questi uccelli si nutrono inoltre di bacche, frutta e piuttosto raramente anche d'insetti.

### Riproduzione
La stagione riproduttiva cade durante la seconda metà della stagione delle piogge: ambedue i sessi collaborano alla costruzione del nido (una struttura globosa composta da fili d'erba e fibre vegetali intrecciate e posta nel folto della vegetazione), alla cova delle 3-5 uova biancastre (che dura circa due settimane) ed alla cura della prole. I nidiacei, ciechi ed implumi alla schiusa, sono in grado d'involarsi attorno alle tre settimane di vita, tuttavia è raro che essi si allontanino in maniera definitiva dal nido prima del mese e mezzo di vita.

## Distribuzione e habitat
Il pireneste minore è diffuso in Africa sud-orientale, fra Zimbabwe, Malawi, Mozambico e Tanzania.
L'habitat di questa specie è rappresentato dalle aree alberate con presenza di radure erbose e cespugliose più o meno estese, in prossimità di fonti d'acqua permanenti: questi uccelli colonizzano anche le aree irrigue, i campi incolti e le risaie.